# Šolta (općina)
Šolta je općina u Hrvatskoj. Teritorijalno obuhvaća otok Šoltu i Šoltanski arhipelag.

## Općinska naselja
U sastavu općine je 8 naselja (stanje 2006.), to su: Donje Selo, Gornje Selo, Grohote, Maslinica, Nečujam, Rogač, Srednje Selo i Stomorska.

## Stanovništvo
| broj stanovnika | 1970  | 2328  | 2556  | 3171  | 3687  | 3516  | 3528  | 3477  | 3060  | 3031  | 2735  | 2098  | 1470  | 1448  | 1479  | 1700  | 1975  |
|                 | 1857. | 1869. | 1880. | 1890. | 1900. | 1910. | 1921. | 1931. | 1948. | 1953. | 1961. | 1971. | 1981. | 1991. | 2001. | 2011. | 2021. |

### Popis 2011.
Prema popisu stanovništva iz 2011. godine, Općina Šolta ima 1700 stanovnika. Većina stanovništva su Hrvati s 96,24 %, a po vjerskom opredijeljenju većinu od 88,29 % čine pripadnici katoličke vjere.

## Povijest
Nakon nastanka Republike Hrvatske 1991. godine, nakon donošenja novog upravno-teritorijalnog sustava Hrvatske, Šolta 1993. godine postaje ponovno neovisna općina. 

## Poznate osobe
- dr.sc. Josip (Joško) Paladino
- prof.dr.sc. Miroslav Radman
- akademik Josip Županov, sociolog

## Obrazovanje
Na otoku postoji Osnovna škola Grohote i Dječji vrtić.

## Bratimljeni gradovi i općine
- Hlebine
- Stari Grad
- Črna na Koroškem

## Vanjske poveznice
- Službene stranice općine Šolta